# Norweski Związek Narciarski
Norweski Związek Narciarski (norw. Norges Skiforbund) – norweskie stowarzyszenie kultury fizycznej pełniące rolę norweskiej federacji narodowej w biegach narciarskich, kombinacji norweskiej, narciarstwie alpejskim, narciarstwie dowolnym oraz skokach narciarskich.
Związek jest członkiem Międzynarodowej Federacji Narciarskiej (FIS). Do jego celów statutowych związku należy promowanie, organizowanie i rozwój narciarstwa w Norwegii m.in. poprzez szkolenia zawodników i instruktorów i organizację zawodów.